# هيلاري ليستر
هيلاري ليستر (بالإنجليزية: Hilary Lister)‏ هي بحارة بريطانية، ولدت في 3 مارس 1972، وتوفيت في 19 أغسطس 2018.